# Nikhil Srivastava
Nikhil Srivastava est professeur associé de mathématiques à l'université de Californie à Berkeley. Il est récipiendaire du prix George-Pólya avec Adam Marcus et Daniel Spielman en 2014.

## Carrière
Nikhil Srivastava est né à New Delhi, en Inde. Il est étudiant à l'Union College de Schenectady, New York, où il obtient un baccalauréat ès sciences en mathématiques et en informatique en 2005, avec la mention summa cum laude. Il obtient un Ph. D. en informatique à l'université Yale en 2010 sous la direction de Daniel Spielman(Spectral Sparsification and Restricted Invertibility).
Il est post-doctorant à l'Institute for Advanced Study, au Mathematical Sciences Research Institute et à l'université de Princeton (2012). Il rejoint ensuite Microsoft Research à Bangalore en Inde, avant de partir en 2014 pour l'université de Californie à Berkeley, où il est professeur assistant en 2015 et professeur associé en 2021. 

## Travaux
En 2013, avec Adam Marcus et Daniel Spielman, il a fourni une solution positive au problème de Kadison-Singer (en),, un résultat qui leur a valu le prix George-Pólya 2014. Les trois auteurs ont continué leur collaboration.

## Récompenses
Il est conférencier invité conférencier invité au congrès international des mathématiciens de 2014 à Séoul. Il est lauréat du prix Michael et Sheila Held 2021 avec Adam W. Marcus et Daniel Alan Spielman a pour leur solution au problème de Kadison-Singer et sur les graphes de Ramanujan,.